# Холодная кровь (фильм, 2011)
«Холодная кровь» (англ. Blood Runs Cold) — шведский фильм ужасов в жанре слэшер, снятый режиссёром Сонни Лагуной. Бюджет фильма составил $5 тысяч.
В центре сюжета находится группа молодых людей, которые вынуждены бороться с таинственным и жестоким маньяком в маске, одетым в снежную экипировку.
Фильм был выпущен сразу на DVD 3 октября 2011 года.

## Сюжет
Фильм начинается с того, что мужчина по имени Дрейвен приходит в себя после аварии на машине. Когда он приподнимается, к нему начинает приближаться мужчина в снежной экипировке и с топором в руках. Дрейвен пытается достать телефон и вызвать помощь, но мужчина подходит к нему и наносит удар топором по шее.
Певица Вайнона испытывает кризис в работе и не может сочинять песни, а потому босс выделяет ей небольшой отпуск. Девушка возвращается в городок своего детства и распологается в своëм старом доме, после чего отправляется в бар. Там она встречает своего бывшего парня Рика и двух его друзей, Лиз и Карла, после чего молодые люди идут домой к Вайноне на вечеринку. 
Чуть позже, во время вечиринки, Рик выходит на улицу и замечает в окне второго этажа мужчину в маске, но не придаëт этому особого значения. Пару часов спустя вечиринка заканчивается и Вайнона разрешает друзьям переночевать у неё дома.
Ночью маньяк выводит из строя машину Вайноны и решает убить Рика, но его планы рушатся, когда Рик поднимается на второй этаж, чтобы возобновить свои отношения с Вайноной. Чуть позже просыпается Карл, который заходит в тëмную комнату, где его убивает маньяк. Лиз слышит шум и заходит в комнату, но там на неё нападает убийца. Лиз убегает и вооружается разбитой бутылкой, но маньяк застаëт её врасплох и вонзает топор в живот, после чего утаскивает в своё логово.
На следующее утро Рик выходит на улицу и замечает маньяка, который заходит в хижину. Рик тайком проникает в хижину и видит, как убийца поедает труп Лиз. Рик подбирает топор и вонзает его в спину маньяка, но это не наносит ему никакого вреда. Рик пытается забежать в дом, но маньяк швыряет топор в перила крыльца и Рик падает с лестницы, получая травмы. В отчаянии Рик залезает под крыльцо и слышит, как маньяк заходит в дом. Подумав, что убийца ушëл, Рик вылезает из укрытия, но маньяк придавливает его к земле и обезглавливает топором.
Вайнона просыпается и видит трупы своих друзей и погром в доме, после чего на неё нападает маньяк. На её крики в дом прибегает Джеймс, её знакомый, который стреляет в маньяка, но выстрел не причиняет ему никакого урона. Джеймс пытается отогнать убийцу от Вайноны, но маньяк кидает в Джеймса топор, мгновенно убивая его. Вайноне удаëтся выбежать из дома, после чего она залезает в машину, но она не заводится. Вайнона решает вернуться в дом, но маньяк нападает на неё и откусывает два пальца. Девушка оступается, падает с лестницы и теряет сознание.
Вайнона приходит в себя будучи связанной и подвешенной вверх тормашками. Маньяк разделывает труп Джеймса, после чего снимает Вайнону с верëвки и укладывает в угол. Воспользовавшись моментом, девушка вооружается молотком и прячется. Маньяк обнаруживает пропажу девушки и, вооружившись тесаком, отправляется искать её. Вайнона находит двери, закрытые на замок, и пытается вскрыть их, но маньяк нападает на девушку и между ними происходит схватка. Вайнона находит автомат на полу и выпускает в маньяка автоматную очередь. Однако убийца выживает и Вайнона добивает его ударом камня по голове.
После этого Вайнона отпирает двери и выходит на улицу, после чего начинает плакать и истошно визжать.

## В ролях
| Актёр            | Роль    |
| ---------------- | ------- |
| Ханна Ольденбург | Вайнона |
| Патрик Сакс      | Рик     |
| Андреас Рюландер | Карл    |
| Элин Хугосон     | Лиз     |
| Ральф Бек        | Джеймс  |
| Давид Лильеблад  | Дрейвен |

## Релиз
Фильм был выпущен на DVD в Великобритании 3 октября 2011 года.
В США фильм был показан в некоторых кинотеатрах 22 марта 2013 года, а 26 марта того же года он стал доступен в формате VOD. На DVD в США фильм был выпущен 2 июля 2013 года.

## Критика
Джереми Блиц из DVD Talk дал фильму положительную оценку, сказав: «Фильм является стандартным фильмом „Красивые люди в опасности“, не имеет большого смысла и довольно близок к бессюжетности, но это очень весело, с большим количеством крови, приличным напряжением и большим количеством пугающих моментов».
Аарон Уильямс из Dread Central дал фильму 3 балла из 5, назвав его «коротким, резким и отвратительным малобюджетным слэшером».
Род Лотт из Oklahoma Gazette дал фильму негативную оценку, сказав: «Он такой же банальный, как и кровавый».
Ян Седенски из Culture Crypt дал фильму 30 баллов из 100, сказав: «Фильм представляет собой просто рамку для демонстрации нескольких кровавых убийств, пока один маньяк гоняется за взаимозаменяемыми жертвами».